# Tugéras-Saint-Maurice
Tugéras-Saint-Maurice là một xã trong tỉnh Charente-Maritime trong vùng Nouvelle-Aquitaine, tây nam nước Pháp. Xã Tugéras-Saint-Maurice nằm ở khu vực có độ cao trung bình 64 mét trên mực nước biển.